# Zeferino Nandayapa
Zeferino Nandayapa Ralda Chiapa de Corzo,född 26 augusti 1931 i Tlalnepantla, död 28 december 2010, var en mexikansk musiker, kompositör och arrangör. Han anses vara en viktig mexikansk marimbist för sina anpassningar för Chiapas marimba av verk av J.S. Bach, Mozart, de Falla, Galindo, Liszt och Chopin.